# ポール・カステラーノ
ポール・カステラーノ（Paul Castellano, 1915年6月26日 - 1985年12月16日）は、ガンビーノ一家のボスだった人物。本名はコンスタンティノ・ポール・カステラーノ(Constantino Paul Castellano)だが、彼はファーストネームを嫌っており、"C. Paul Castellano"と常にサインしていた。
生前はニューヨーク市のスタテンアイランドの「ホワイト・ハウス」とあだ名された豪邸に居を構える。全米のマフィアを仕切るコミッション（全国委員会）の議長でもあった。
巨体だったことから"ビッグ・ポール"、"ビッグ・ポーリー"など多くのあだ名があった。

## 人物
カルロ・ガンビーノはカステラーノの姉と、カステラーノはガンビーノの義理の妹と結婚している。
カステラーノは独自の雰囲気とオーラがあり、人を動かすのがうまく、堂々とした話し方で説得力があった。ジェノヴェーゼ一家の"ファット・トニー"・サレルノは彼のことを「なんてすばらしい話し方なんだ」と思い憧れたという。しかし、部下に対しては無神経で他人を平気で見下すところもあり、そのことでロイ・デメイオや他の部下は本人がいないところで怒った事があったという。
彼は自身がマフィアと見られることに対してあまり居心地がよくなかったらしく、日常でもフランク・コステロのように上流階級の一般市民と交流するのが好きだったようで、あるとき仲間に「マフィアというよりは会社の社長みたいだ」と言われたときには喜んでいたといわれている。とはいえ彼は巨体であるとともに風貌にも迫力があり現在のこされている彼の写真や映像を見ればわかる通り外見は典型的な“暗黒街のドン”である。

## プロフィール
カステラーノはブルックリンのベンソンハーストにある肉屋の息子として生まれ、若い頃は宝くじを売っている小物のチンピラだった。彼の父親は初期のコーサ・ノストラのメンバーの一人である。
ガンビーノとは親戚であり、その為ガンビーノの死に際しては、副ボスのアニエロ・デラクローチェを差し置いてその遺言によりボスとなった。一説によれば、カステラーノはいずれガンビーノの息子のトミー・ガンビーノにボスの座を譲ると言う密約があったとも言われる。カステラーノはデラクローチェをなだめるために引き続き副ボスの座にとどめると同時に彼の一派に大きな利権を分け与え、実質的に一家は二分されることとなった。
カステラーノはボスになった後すぐにスタテンアイランドのトット・ヒル（Todt Hill）に当時150万ドルの豪邸を建てた。カステラーノはコロンビアのメイドのグロリア・オラルテと妻の目を盗んで肉体関係を持っていた。ポールはEDだったため、愛人のオラルテとセックスをするために自分の生殖器に管を挿入していた。
ガンビーノ一家とアンジェロ・ブルーノのフィラデルフィア一家は親密な関係で、カステラーノもボスになってからもその関係を継承した。FBIはニューヨークやフィラデルフィアでアンジェロ・ブルーノとカステラーノが会食する姿を確認している。

### ビジネス
カステラーノは肉屋の経験を生かし食肉卸業を始め大もうけした。その仕事はそのうち2人の息子ポール・ジュニアとジョセフに任せた。三男のフィリップにはセメント会社をやらせていた。
カステラーノは一家全体で麻薬取引を禁止しており、コミッション会議でもそのことを他のファミリーのボスに言ったことがある。しかし、ある部下の話によると表では麻薬取引を禁止していたが、部下が麻薬で儲けていた金を受け取っていたともいう。その証拠としては、上納金など受け取るとき、部下が何をやって作った金か聞かなかった。彼が麻薬を禁止した1番の理由は部下自身が麻薬に溺れるのを恐れていたという。
カステラーノは自分の手が汚れるのを嫌って、汚い仕事は他人にやらせていた。しかし、汚い仕事をやっていた者からもちろん金は受け取っていた。このことを部下は軽蔑していた。さらにファミリーの仕事は部下にまったく相談せずに進め、そのため仕事が少なくなった部下もいた。こうしたことを続けていくうちにファミリー内での信用を少しずつ失い、部下から不満も出ていた。1985年ごろには部下からファミリーを手放していると思われているほどだった。
その後、FBIによって自宅に盗聴器が仕掛けられていたことで、1985年3月25日に起訴された。そのときに自分の部下が自分の知らないところで勝手に麻薬取引をしていたことを知る。その後同年12月2日にデラクローチェがガンのため死亡し、配下のジョン・ゴッティがその組織を引き継いだが、麻薬ビジネスに手を染めたゴッティの組織を解体することに決めた。

### 暗殺
12月16日午後五時、カステラーノはニューヨークのお気に入りのステーキ店（スパークス・ステーキ・ハウス）に向かい、そこでゴッティの組織を解体すると宣言するつもりだったが、その情報はゴッティに漏れており、店の前で車を降りた所をゴッティ、フランク・デチッコらの放った殺し屋に襲撃され、運転していたカステラーノの片腕でアンダーボスに昇格したばかりのトミー・ビロッティと共に暗殺された。実行犯はVincent Artuso、 Salvatore "Fat Sally" Scala、Edward Lino、John Carnegliaの4人。他にアンジェロ・ルッジェーロ、Dominick "Skinny Dom" Pizzonia、Joseph Watts、Anthony Rampinoが控えており、ゴッティとサルヴァトーレ・グラヴァーノは道路越しに、車の中から一部始終を見届けた。
カステラーノが暗殺されたとき車内にあった香水（シャネルの5番）は愛人オラルテへのプレゼントだった。暗殺を実行した4人は全員白いコートに毛皮の帽子をしていた。そのため、目撃者は犯人は同じ服装をした2人か3人で区別や特徴は解らないと答えた。ニューヨーク・タイムズは彼の死を2日間1面トップで伝えた。
暗殺の理由は、組織の合法化への反発や、コロンビア人メイドとのロマンス、アニエロ・デラクローチェの死に際しての不義理、自宅がFBIに盗聴されており、その為ニューヨークのボス連中が次々と逮捕されたことに対する他ファミリーの反発など様々であったが、直接の理由は、一家内で厳禁事項であった麻薬取引に手を染めていたゴッティが、後見人のデラクローチェの死後粛清されるのを恐れての暗殺と思われる。また、さして功績のないビロッティをアンダーボスに据えたことも一家内の中間派の反発を買ったと思われる。デチッコはカステラーノ派の人間であったが、暗殺成功後の副ボスの地位と引き換えにゴッティ側に付き、暗殺のための会合を手引きした。ジェノヴェーゼ一家のボス、ヴィンセント・ジガンテはこのクーデターを認めず、翌年にデチッコを暗殺するなど、ガンビーノ一家との間で抗争が勃発している。
彼の妻はカルロ・ガンビーノの親戚にあたる。そのためカルロは、通称でも「いとこのカルロ」と呼ばれていた。ちなみに、カステラーノを暗殺したゴッティは、シチリア系ではなくナポリ系の血を引く。
スタテンアイランド・ニュー・ドープのモラヴィアン墓地に埋葬されている。

## 映像化
彼の波乱に満ちた生涯は、2001年にアメリカのテレビドラマ"Boss of Bosses"（邦題:「ドン・カステラーノ/N.Y.の帝王」）で映像化され、チャズ・パルミンテリがカステラーノを演じた。
また、1996年に製作されたジョン・ゴッティの生涯を描いた映画"Gotti"（邦題:「ゴッチ・ザ・マフィア/武闘派暴力組織」）では、リチャード・C・サラフィアン (Richard C. Sarafian) がカステラーノを演じている。